# Anthony Jones (padre)
Anthony Jones foi um sacerdote anglicano galês no século XVII.
Jones foi educado no Magdalen College, Oxford. Ele tinha residências em Penbryn, Dormington e Llantrisant. Ele foi arquidiácono de St Davids de 1667 até à sua morte em 22 de junho de 1678.